# Jean-Claude Forest
Jean-Claude Forest (Le Perreux-sur-Marne, 11 settembre 1930 – Lagny-sur-Marne, 30 dicembre 1998) è stato uno scrittore e fumettista francese, creatore del fumetto Barbarella.

## Biografia
Tra il 1951 e il 1954 pubblicò sulla rivista per ragazzi Vaillant di Éditions Vaillant diverse sue opere. Tra il 1969 e il 1971 pubblicò sulla rivista per ragazzi Pif Gadget di Éditions Vaillant diverse sue opere. Nel 1983 vinse il Grand Prix de la ville d'Angoulême.